# Auguste Belloc

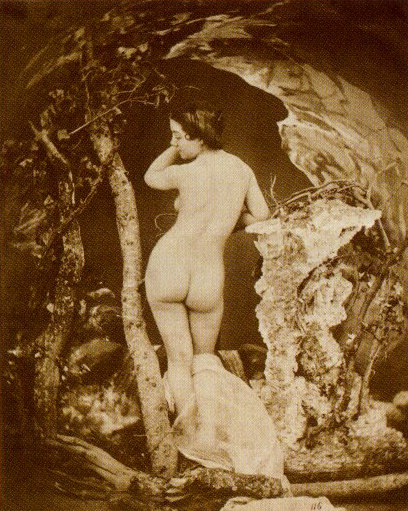
Auguste Belloc: Koupající se (Baigneuse), asi 1855

Auguste Belloc (1800 Montrabé – 1867 Paříž) byl francouzský fotograf. Věnoval se portrétní fotografii a převážně fotografii aktu.

## Životopis
Belloc absolvoval studium na Lyceu Ludvíka Velikého, o fotografii se začal zajímat v roce 1845 – především o mokrý kolodiový proces, což je historický fotografický proces Angličana Fredericka Scotta Archera z roku 1851 také někdy nazývaný archerotypie.
V roce 1853 vydal knihu Teoretické a praktické pojednání o kolódiovém procesu ve fotografii.
Belloc provozoval několik vlastních fotografických studií (Boulevard Montmartre, rue Lancry) a byl jedním z prvních členů francouzské fotografické společnosti Société Française de Photographie, která byla založena v roce 1854 a vstoupil do ní v roce 1855.
Zemřel v Paříži v roce 1867.

## Výstavy
2004, La Collection Ordóñez Falcón – Une passion partagée, La Botanique, Brusel

## Sbírky
- L'Enfer de la Bibliothèque nationale de France conserve une série érotique considérée comme majeure dans l'histoire de la photographie.
- Archives municipales de Toulouse
- Cleveland museum of Art

## Galerie

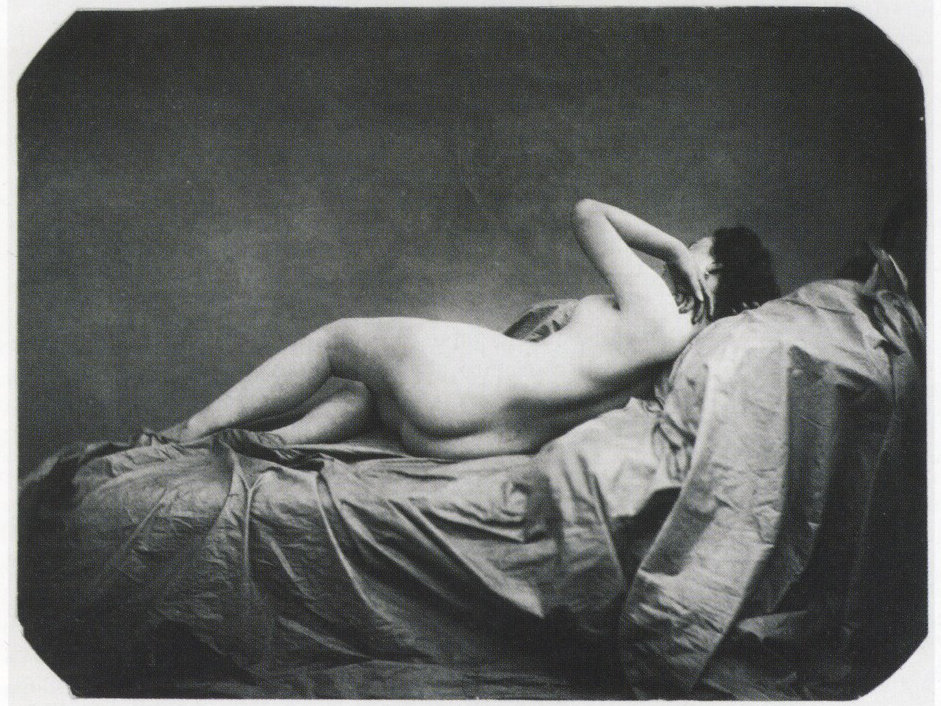
Ležící ženský akt, slaný papír z kolódiového skleněného negativu, 15 × 19.8 cm, sbírka Bibliothèque nationale de France, Paříž, 1855
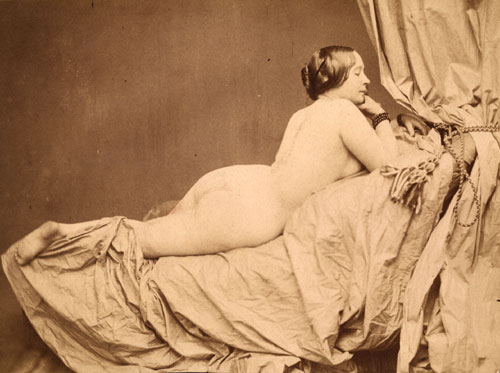
Ležící ženský akt, slaný papír, 13 × 17,2 cm, asi 1853